# Skywise Airlines
Skywise Airlines war eine südafrikanische Billigfluggesellschaft mit Sitz in Johannesburg und Basis auf dem Flughafen O. R. Tambo.

## Geschichte
Die Gesellschaft wurde im März 2015 gegründet und stellte den Flugbetrieb bereits Ende des Jahres wieder ein, nachdem sie mit der Airports Company South Africa als Betreiberin der südafrikanischen Flughäfen keine Übereinkunft über ihre ausstehenden Schulden erlangen konnte. Im Oktober 2016 wurde die Fluggesellschaft mit einem neuen Management wieder ins Leben gerufen. Hinter der Finanzierung stehe auch der chinesische Flugzeughersteller Commercial Aircraft Corporation of China.

## Flugziele
Skywise Airlines beflog 2015 lediglich die Route zwischen Johannesburg und Kapstadt.

## Flotte
Skywise verfügte nach Neugründung noch nicht über Flugzeuge, sollte aber fabrikneue der Commercial Aircraft Corporation of China beziehen.

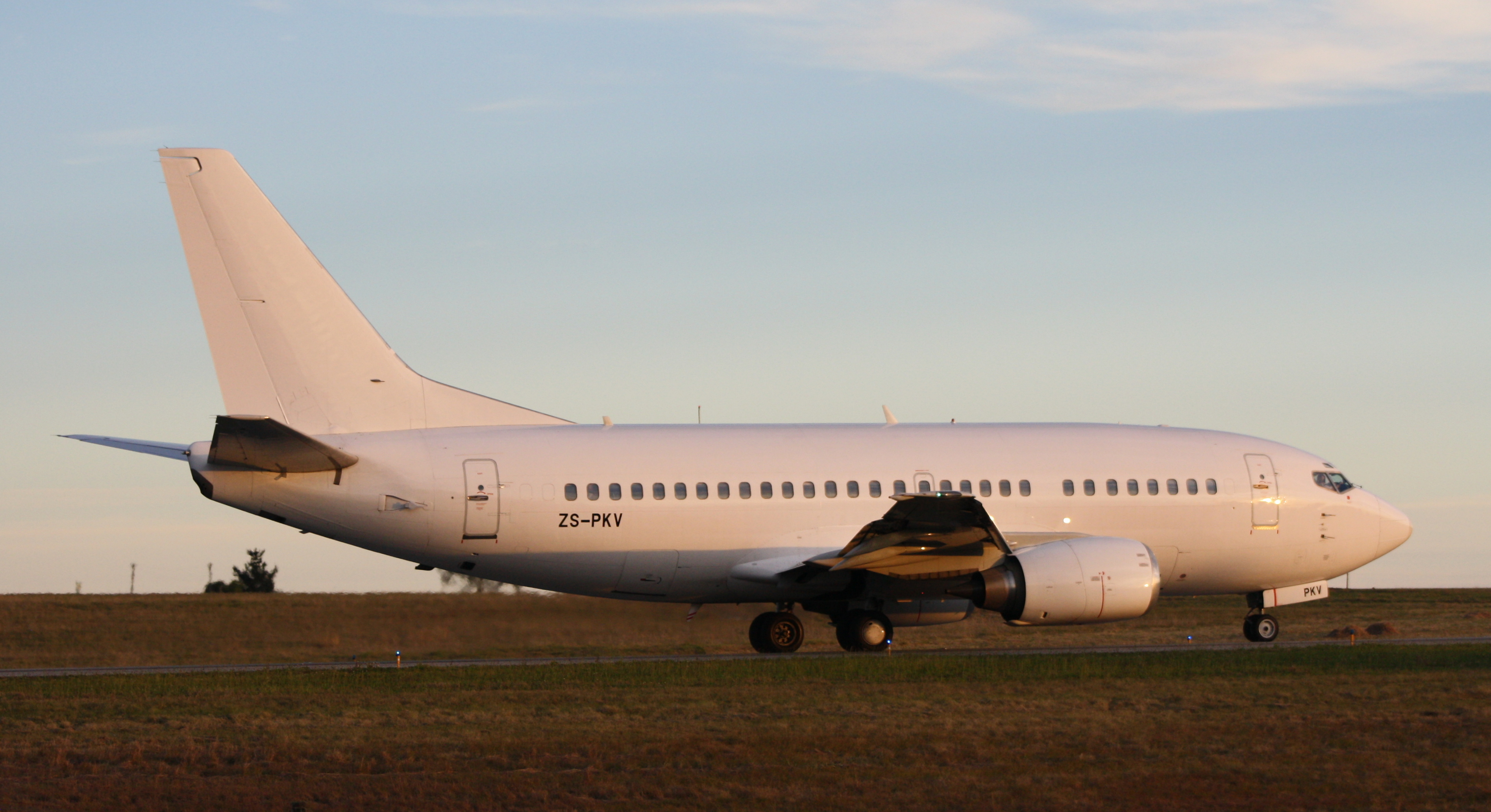
Die von Star Air Cargo geleaste Boeing B737-529 (ZS-PKV)

Mit Stand Oktober 2015 bestand die Flotte der Skywise Airlines aus zwei Flugzeugen:
| Flugzeugtyp    | Luftfahrzeugkennzeichen | Anmerkungen                |
| -------------- | ----------------------- | -------------------------- |
| Boeing 737-300 | ZS-SPU                  | geleast von Star Air Cargo |
| Boeing 737-500 | ZS-PKV                  |                            |